# 亨里希·诺沃日洛夫
亨里希·瓦西里耶维奇·诺沃日洛夫（俄语：Генрих Васильевич Новожилов，1925年10月27日—2019年4月28日），俄罗斯飞机设计师。原苏共党员，苏联科学院院士，1971年和1981年两次获得社会主义劳动英雄称号。他是伊尔-76运输机、伊尔-96和伊尔-114客机的主设计师，1970年至2005年担任伊留申航空集團总设计师。

## 生平
1948年春季毕业于莫斯科航空学院，随后进入伊留申的240设计局工作。他的第一项独立工作是为伊尔-14飞机开发机翼部件。1950年代后期，他被任命为伊尔-18客机的副总设计师。1964年开始负责伊尔-62长途客机的设计工作。
1970年，诺沃日洛夫接替谢尔盖·伊留申成为伊留申实验设计局总设计师。领导并研发设计了伊尔-76、伊尔-86、伊尔-96和伊尔-114等飞机。后历任伊留申航空集團总经理、名誉总设计师等职位。
1951年加入苏联共产党，1986年至1991年担任苏共中央委员会委员，1974年至1989年担任苏联最高苏维埃民族院亚美尼亚苏维埃社会主义共和国代表，1989年苏联人民代表大会代表。
2019年4月28日逝世，享年93岁。5月7日安葬于联邦军人纪念公墓。

## 荣誉
- 1941-1945年偉大衛國戰爭中忘我勞動獎章
- 荣誉勋章（1957年）
- 劳动红旗勋章（1966年）
- 列寧勳章（1969年）
- 列宁奖（1970年4月9日，表彰伊尔-62的制造）[6]
- 弗拉基米爾·伊里奇·列寧誕辰一百週年紀念獎章（1970年）
- 社会主义劳动英雄（1971年4月26日苏联最高苏维埃主席团政令）
- 十月革命勋章（1975年）
- 社会主义竞赛的胜利者称号（1975年和1976年）
- 社会主义劳动英雄（1981年6月23日苏联最高苏维埃主席团政令）
- 基辅建城一千五百周年纪念奖章（1982年）
- 功勋航天工程师（1983年）
- 退休劳动者奖章（1984年）
- 1941-1945年伟大卫国战争四十周年纪念奖章（1985年）
- 安德烈·图波列夫金奖（1991年）—表彰在航空科技领域取得的优异成果
- 各民族人民友谊勋章（1992年）
- 1941-1945年大卫国战争六十五周年纪念奖章（1995年）
- 三级祖国功勋勋章（1995年10月11日）[7]
- 俄罗斯海军三百周年纪念奖章（1996年）
- 莫斯科建城八百五十周年纪念奖章（1997年）
- 二级祖国功勋勋章（2000年10月27日）[8]
- 俄罗斯联邦设计师荣誉称号（2005年8月1日）[9]
- 俄罗斯联邦总统荣誉证书（2006年2月20日）[10]
- 2005年俄罗斯联邦科学技术奖（2006年2月20日）[11]
- 一级祖国功勋勋章（2016年1月29日）[12]